# Dorfkirche Groß Schönebeck

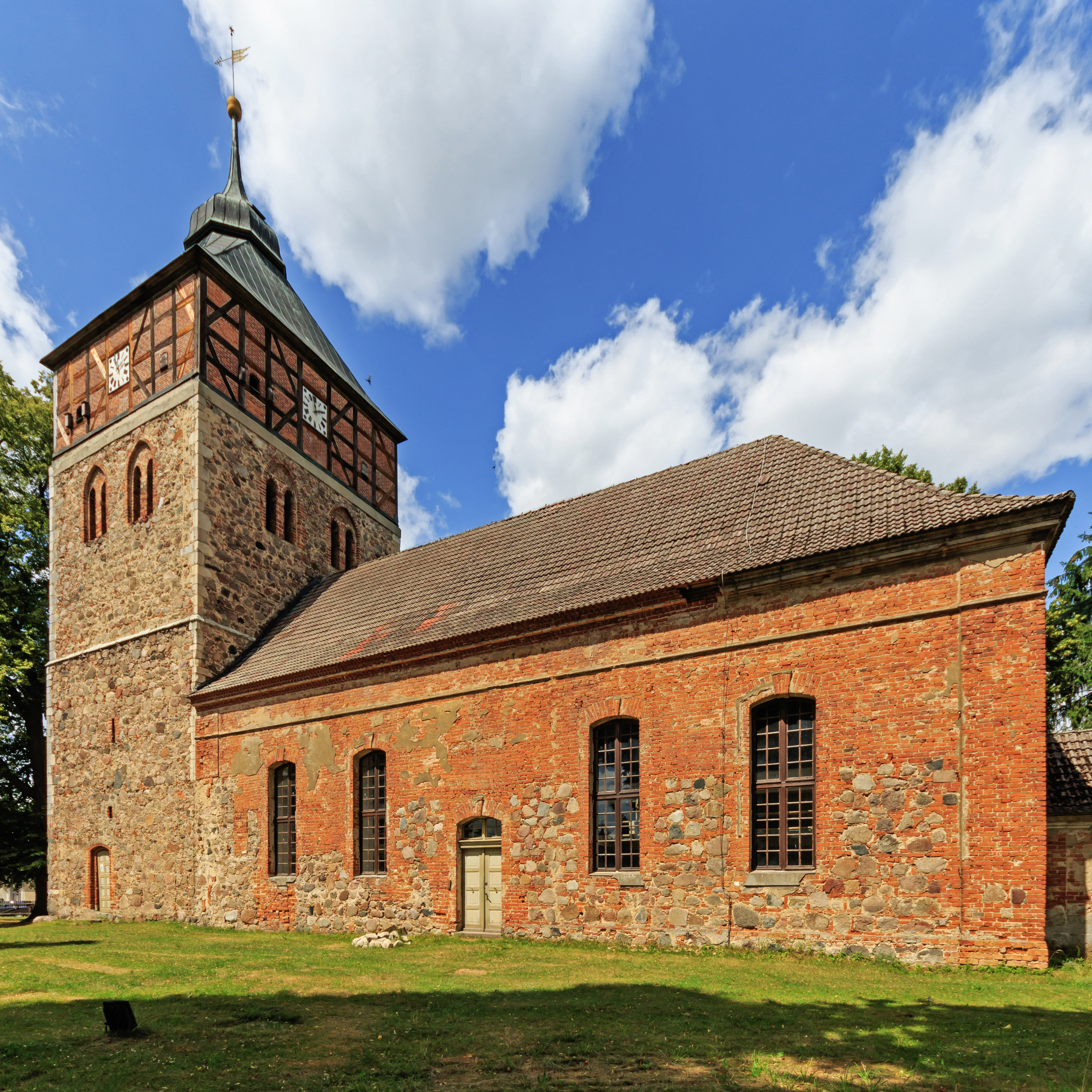
Immanuelkirche Groß Schönebeck

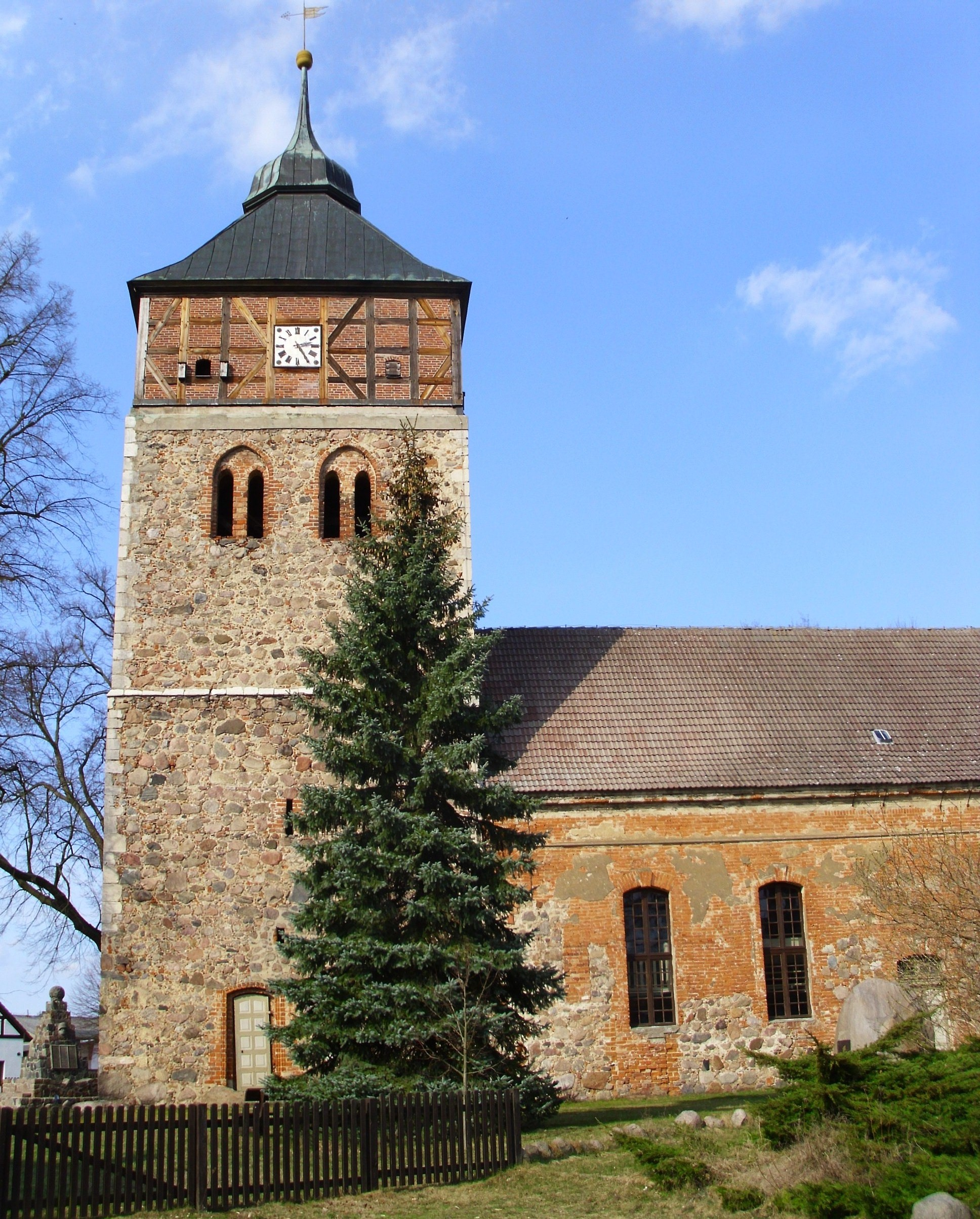
Ansicht von Süden

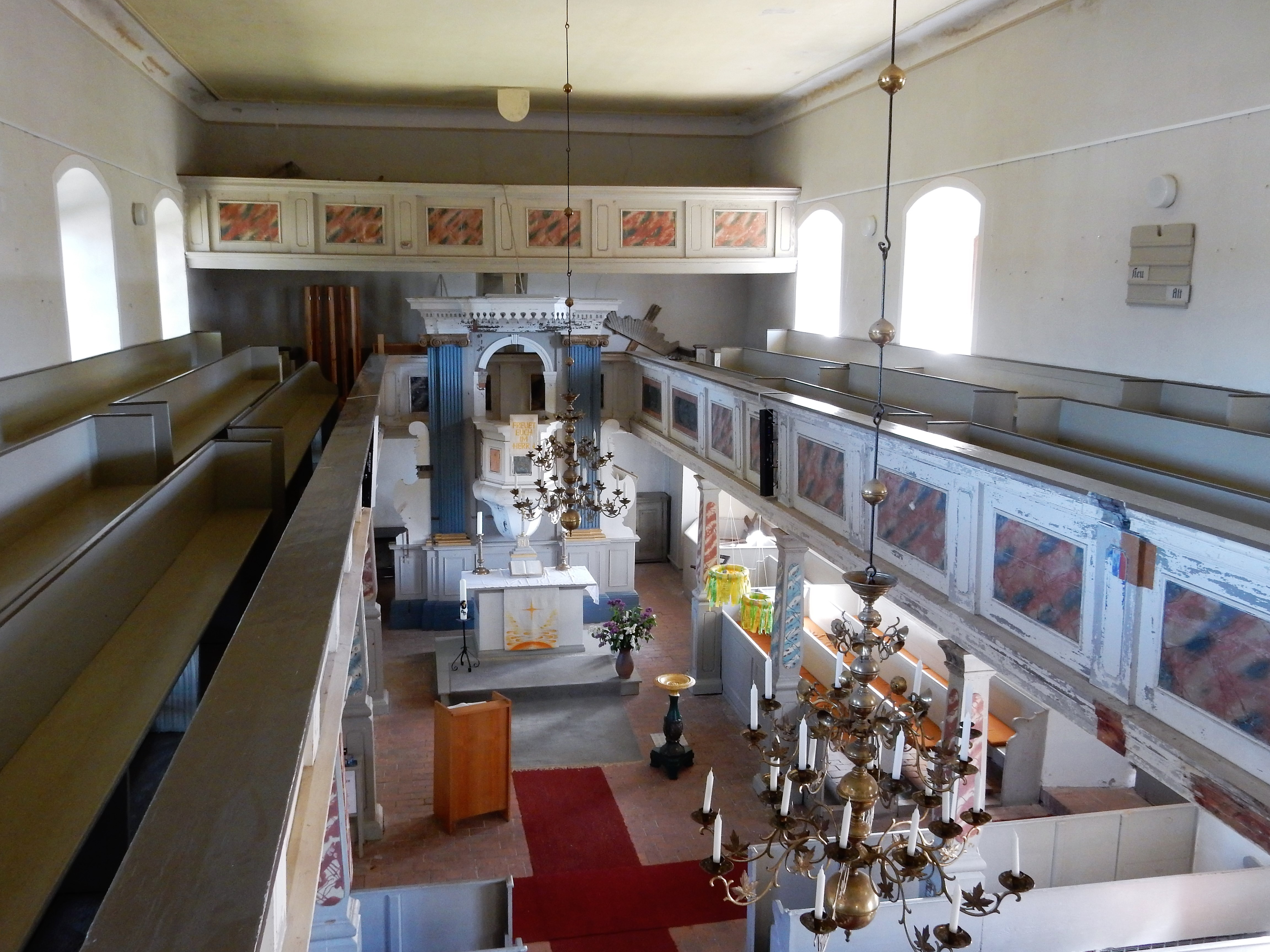
Innenansicht

Die evangelische Dorfkirche Groß Schönebeck (auch: Immanuelkirche) ist eine barocke Saalkirche im Ortsteil Groß Schönebeck der Gemeinde Schorfheide im Landkreis Barnim in Brandenburg. Sie gehört zur Kirchengemeinde Groß Schönebeck im Kirchenkreis Barnim der Evangelischen Kirche Berlin-Brandenburg-Schlesische Oberlausitz und kann nach Anmeldung besichtigt werden.

## Geschichte und Architektur
Die Immanuelkirche, wie sie seit dem 8. Oktober 1989 in besonderer Verbundenheit mit der Partnergemeinde Styrum in Nordrhein-Westfalen heißt, wurde 1664–1673 erbaut. Sie ist ein langgestreckter, rechteckiger Putzbau, dessen quadratischer Westturm aus Feldsteinen von einem Vorgängerbau des späten 14. Jahrhunderts stammt. Den Fachwerkaufsatz und die Schweifhaube erhielt der Westturm im Jahre 1730. Der Turm hat je zwei gepaarte Schallöffnungen an den Seiten des Glockengeschosses, in dem drei Glocken aus den Jahren 1655, 1682 und 1732 hängen. Im Inneren hat die Kirche eine flache Putzdecke mit Stuckleiste. Die Empore ist umlaufend und wird von Säulen getragen. An der Ostseite der Kirche ist die Empore zweigeschossig.

## Ausstattung
Der hölzerne Kanzelaltar datiert aus der zweiten Hälfte des 18. Jahrhunderts. Seitlich hat der Kanzelaltar in flacher Holzreliefarbeit je eine ionische Säule. Der Kanzelkorb ist fünfseitig, und im mittleren Feld (vorn) befindet sich eine gemalte Darstellung des Agnus Dei (Lamm Gottes).
Die gusseiserne Taufe entstand 1829. Die Nachfahren der Stifterfamilie Reyher beauftragten 2003 den Kunstschmied Wilfried Schwuchow aus Angermünde, die Taufe zu restaurieren. Zum Osterfest 2004 wurde sie wieder in Dienst gestellt. In der Mitte des Kirchenschiffs hängen zwei Messingkronleuchter, deren Entstehungszeit in die zweite Hälfte des 19. Jahrhunderts fällt.

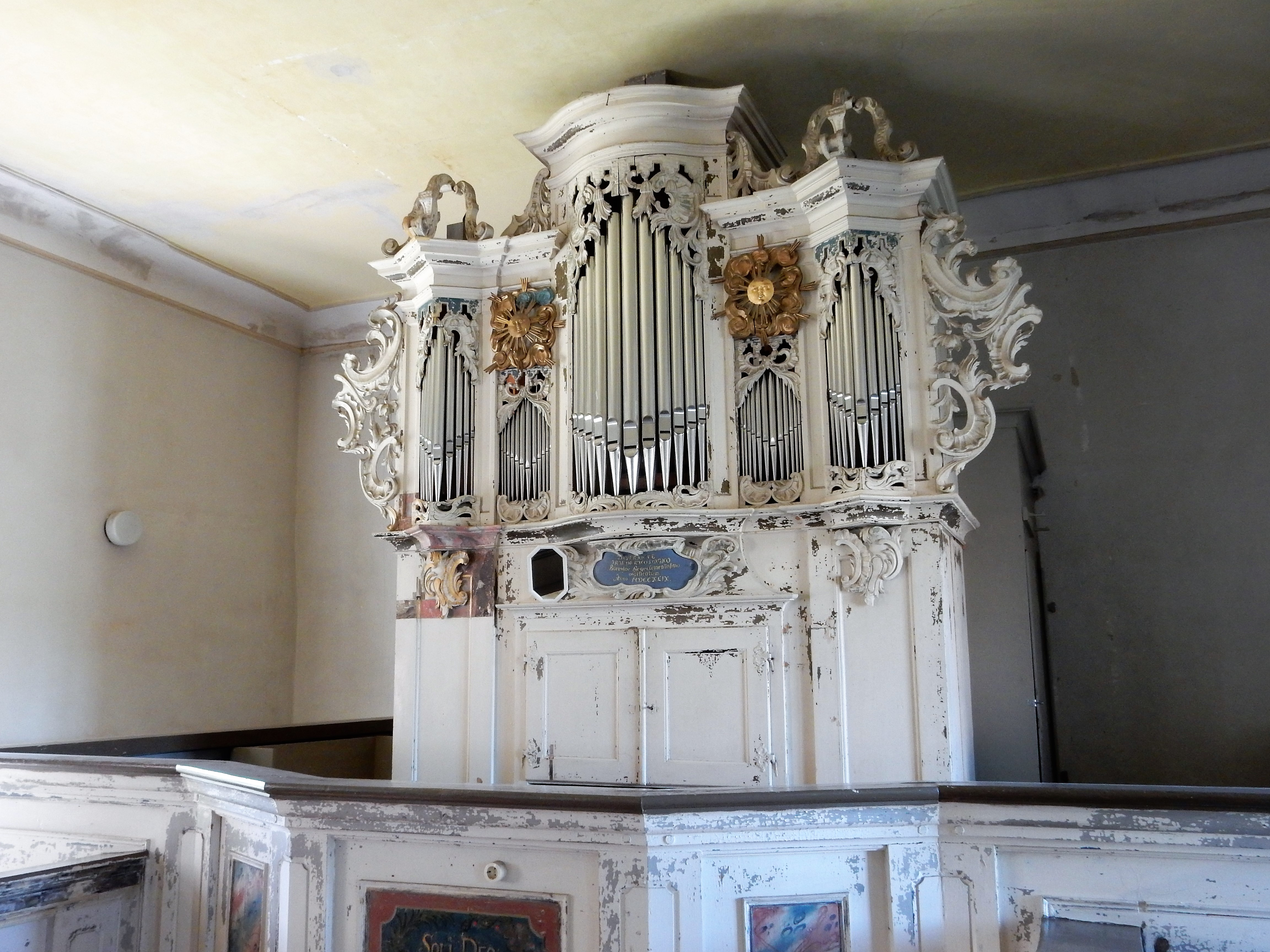
Scholtze-Orgel (1749)

Die Brüstungsfelder der umlaufenden Empore, die wahrscheinlich wie der Kanzelaltar und das Kirchengestühl in der zweiten Hälfte des 18. Jahrhunderts entstanden, sind marmoriert.
Im Jahre 1990 erhielt die Immanuelkirche eine neue Läuteanlage. Außerdem wurde die Bankheizung erneuert und die Schwammsanierung an der Decke abgeschlossen. Seit 2008 finden in der Kirche regelmäßig weltliche Konzerte statt. Hier waren unter anderem Kieran Goss, Mike Brosnan, Vicente Patiz, Bayon, Mairi Campbell und Julian Dawson zu Gast. Die Erlöse fließen teilweise der Erhaltung der Kirche zu.
Vor der Kirche befindet sich ein pyramidenförmiges Kriegerdenkmal für die in den beiden Weltkriegen gefallenen Groß Schönebecker Männer.

## Orgel
Auf der vorschwingenden Westempore steht eine Orgel aus dem Jahre 1749. Sie hat einen Prospekt mit Rocaillen, ein Manual, Pedal und 12 Register. Über dem Spieltisch befindet sich eine Inschrift, die über die Entstehungszeit des Instruments – 1749 – Auskunft gibt. Die Vorgängerin der jetzigen Orgel war 1746 unbrauchbar geworden. Deshalb entschloss sich die damalige Groß Schönebecker Kirchengemeinde zu einem Neubau, der nach gescheiterten Verhandlungen mit dem Brandenburger Orgelbaumeister Joachim Wagner schließlich von dessen Schüler, dem Ruppiner Orgelbauer Gottlieb Scholtze vorgenommen wurde. Die Orgel wurde in den Jahren 1824 und 1843 durch Johann Gottlieb Heise renoviert. Ein Umbau erfolgte 1878 durch Albert Hollenbach. Im Jahr 2009 wurde die Orgel von der Orgelbaufirma Schuke restauriert.
Die Disposition lautet:
| I Manual C–c3 |       |
| Principal     | 8′    |
| Gedackt       | 8′    |
| Octave        | 4′    |
| Rohrflöte     | 4′    |
| Quinte        | 2 ⁄3′ |
| Octave        | 2′    |
| Sifflöte      | 1′    |
| Mixtur III    |       |

| Pedal C–c1    |     |
| Subbass       | 16′ |
| Principalbass | 8′  |
| Gedacktbass   | 8′  |
| Octavbass     | 4′  |

- Koppeln: Pedalkoppel.
- Nebenregister: 2 Sperrventile, Kalkantenglocke.